# Crepidomanes lunulatum
Crepidomanes lunulatum là một loài dương xỉ trong họ Hymenophyllaceae. Loài này được Madhus. & C.A.Hameed mô tả khoa học đầu tiên năm 1999.
Danh pháp khoa học của loài này chưa được làm sáng tỏ. 